# Hozroje II. Parviz
Hozroje II. (خسرو Chosrou xosˈroʊ̯ ili Husrav; grčki Chosroes), zvan Parviz („Pobjednik“), je bio sin Hormizda IV. i unuk Hozroja I. Vladao je od 590. do 628. i bio posljednji značajni Veliki kralj sasanidske Perzije. U njegovo doba, sasanidska Perzija doživjela je svoje najveće teritorijalno proširenje. Umro je krajem veljače 628. u zatvoru.
Hozroje II. je nakon svrgnuća svoga oca s vlasti u što je vjerojatno bio umiješan proglašen kraljem i 15. veljače okrunjen u glavnom gradu Ktezifontu. No ubrzo je pobjegao u Carigrad, iako je Perzija već dulje vrijeme ratovala s Bizantom jer je general Bahram Čobin s vojskom umarširao u Ktezifont te se sam okrunio za kralja. Bizantski car Maurikije ga je nakon kraćeg razmišljanja podržao tako da su perzijske i bizantske trupe zajedno (prvi i zadnji put) provalile u Perziju i 591. vratile Hozroja na prijestolje. On se kao protuuslugu odrekao mirovnim ugovorom u korist Bizanta nekih spornih područja u Mezopotamiji, Armeniji i Gruziji.
Hozroje je oženio kršćanku Širin, s kojom je imao sina  Merdanšaha koga je htio odrediti za svoga nasljednika, iako je imao djece i s drugim ženama (na primjer s kršćankom Marijom). Na Hozrojevom dvoru razvio se veliki sjaj jer je kralj zahvaljujući strogom ali djelotvornom poreznom sistemu uvijek imao goleme prihode na raspolaganju. Nemali doprinos tome dao je Jazdin, koji je bio neka vrsta „ministra financija“. Hozrojev odnos prema kršćanstvu bio je kompliciran; njegove žene Marija i Širin bile su kršćanke kao i Jazdin, no čini se da je kralj čas favorizirao monofizite (kojima je pripadala Širin i njegov osobni liječnik Gabrijel Šiggar), čas nestorijance.
Nakon 591. slijedilo je desetljeće dobrih bizantsko-perzijskih odnosa. Ali nakon ubojstva cara Maurikija godine 602. Hozroje je to iskoristio kao povod za rat protiv Bizanta nastupajući pritom također kao Maurikijev osvetnik jer je car Foka dao pobiti i cijelu Maurikijevu obitelj.
Za Fokine vladavine (602. – 610.) Bizant se još nekako uspijevao braniti (izgubivši ipak Armeniju i dijelove Mezopotamije), ali kad je u listopadu 610. na bizantsko prijestolje došao car Heraklije Perzijanci su išli iz pobjede u pobjedu. Dijelom je tomu bio razlog i činjenica da je u Bizantu došlo do unutarnjih borbi među pristalicama Foke i Heraklija što je onemogućavalo organizirani otpor Perzijancima. Heraklije je ipak godine 613. krenuo u ofenzivu, ali perzijska vojska je pod vodstvom generala Šahina i Šahrabaza do 619. osvojila Siriju i Egipat; opljačakala Malu Aziju te Sveti križ iz Jeruzalema prenijela u Ktesifon. Činilo se kao da je ponovo uspostavljeno Staroperzijsko Carstvo Ahemenida, a da je Bizantu došao kraj. Perzijanci su u savezu s Avarima godine 626. čak opsjeli i sam Carigrad koji se ipak uspio obraniti zahvaljujući mornarici.
No perzijska ekspanzija prešla je svoj vrhunac i sada je počela bizantska protuofenziva. Bizantska je vojska prodrla duboko u perzijsko područje i pobijedila u više bitaka. Odlučujuća bitka odigrala se u prosincu 627. kod Ninive u kojoj su Perzijanci teško poraženi. Hozroje je nato panično pobjegao iz svoje najdraže rezidencije Dastagirda u Ktesifon. Tada se protiv njega počela kovati urota. Kraljev najstariji sin Široje urotio se s više plemića i časnika te je Hozroje početkom 628. svrgnut i bačen u zatvor gdje je nakon nekoliko dana pogubljen (vjerojatno 28. veljače). Široje je nato pobio svu svoju braću i sestre te sam zavladao kao Kavad II. i započeo mirovne pregovore s Bizantom. No on je umro već u rujnu iste godine te je država zapala u kaos i tek se je pod Jezdegerdom III.
uspjela donekle stabilizirati. Perzija je prema mirovnom ugovoru iz 629. morala vratiti Bizantu sva osvojena područja te zbog teškoga rata bila tako oslabljena da je ubrzo zatim postala lak plijen Arapima.
Kasniji izvori (suvremenih praktički nema) opisuju vjerojatno s nepravom Hozroja II. kao najgoreg tiranina. Njegov život našao je odjeka u brojnim kasnijim perzijskim epovima (na primjer Hozroje i Širin perzijskoga pjesnika Nizamija iz 12. stoljeća), koji opisuje njegovu ljubav prema kršćanki Širin.